# Athlītikos Omilos Petosfairisīs Kīfisias
L'Athlītikos Omilos Petosfairisīs Kīfisias è una società di pallavolo maschile, con sede a Kifisià: milita nel campionato greco di Volley League.

## Storia
L'Athlītikos Omilos Kīfisias viene fondato nel 1932 all'interno dell'omonima società polisportiva. La sezione pallavolistica fa il suo esordio nella pallavolo professionistica negli anni settanta, disputando sei campionati consecutivi in A' Ethnikī. Tornato nelle serie inferiori del campionato greco, grazie a due promozioni consecutive torna a giocare in massima serie, ora chiamata A1 Ethnikī, a 31 anni di distanza nella stagione 2007-08. 
Nel campionato 2012-13 raggiunge la prima finale della propria storia, sconfitto in Coppa di Lega dall'Olympiakos. Nel campionato seguente si classifica al terzo posto in campionato e gioca la finale di Coppa di Grecia, così come nel 2015-16 e nel 2016-17, perdendo sempre contro l'Olympiakos. 
Nel 2015, in seguito alla fusione con l'Athlītikos Omilos Metamorfōsīs, cambia denominazione in Athlītikos Omilos Petosfairisīs Kīfisias.

## Rosa 2021-2022
| N° | Nome                  | Ruolo | Data di nascita   | Nazionalità sportiva |
| -- | --------------------- | ----- | ----------------- | -------------------- |
| 1  | Freek de Weijer       | P     | 30 ottobre 1995   | Paesi Bassi          |
| 2  | Anastasios Sōnakīs    | L     | 9 novembre 2001   | Grecia               |
| 3  | Rodrigo Ruiz          | S     | 17 settembre 1996 | Brasile              |
| 4  | Frixos Kōtsakīs       | S     | 1º maggio 1999    | Grecia               |
| 8  | Giannīs Papadopoulos  | S     | 27 marzo 1993     | Grecia               |
| 11 | Lykourgos Rousīs      | P     | 9 novembre 1988   | Grecia               |
| 11 | Stauros Kasampalīs    | P     | 1º giugno 1995    | Grecia               |
| 12 | Antōnīs Spīliōtīs     | C     | 21 novembre 2001  | Grecia               |
| 13 | Dīmosthenīs Linardos  | C     | 14 febbraio 1997  | Grecia               |
| 14 | Ivan Mihalj           | C     | 23 novembre 1990  | Croazia              |
| 15 | Christoph Marks       | O     | 16 aprile 1997    | Germania             |
| 17 | Vasilīs Kōstopoulos   | S     | 16 febbraio 1995  | Grecia               |
| 18 | Grīgorīs Kontostathīs | L     | 22 dicembre 1994  | Grecia               |
| 19 | Dīmītrīs Palaiologos  | S/O   | 24 aprile 2000    | Grecia               |
| 20 | Nikos Melles          | C     | 20 gennaio 1995   | Grecia               |